# John Coltrane and Johnny Hartman
| Recensione                          | Giudizio |
| ----------------------------------- | -------- |
| AllMusic                            | [ 1 ]    |
| The Penguin Guide to Jazz           | [ 2 ]    |
| The Rolling Stone Jazz Record Guide | [ 3 ]    |

John Coltrane and Johnny Hartman è un album discografico dei musicisti jazz John Coltrane e Johnny Hartman, pubblicato nel 1963 dalla Impulse! Records.

## Descrizione
Coltrane e Hartman si conoscevano fin dai tempi nei quali entrambi suonavano nella band di Dizzy Gillespie a fine anni quaranta. Hartman è l'unico cantante con il quale Coltrane registrò un album da leader. Inizialmente, quando il produttore Bob Thiele approacciò Hartman con la richiesta di Coltrane di incidere un album insieme, Hartman si dimostrò esitante poiché non si considerava un cantante jazz vero e proprio e non pensava che lui e Coltrane fossero compatibili musicalmente. Tuttavia, Thiele incoraggiò Hartman ad andare a vedere Coltrane esibirsi al Birdland di New York. Hartman rimase estasiato dall'esibizione, e dopo l'orario di chiusura del club, lui e Coltrane, insieme al pianista di Coltrane McCoy Tyner, provarono qualche canzone. Il 7 marzo 1963, Coltrane e Hartman decisero di registrare 10 brani da includere nell'album, ma sulla strada verso lo studio ascoltarono in macchina Nat King Cole alla radio che cantava Lush Life, e Hartman immediatamente decise che la canzone doveva far parte del loro disco. Il giorno stesso l'album venne registrato al Van Gelder Studio di Englewood Cliffs, New Jersey. Per ogni canzone fu necessaria una sola take, eccetto che per You Are Too Beautiful, che richiese due take perché Elvin Jones ruppe una delle sue bacchette durante la prima take.

## Tracce

### Lato 1
1. They Say It's Wonderful (Irving Berlin) – 5:15
2. Dedicated to You (Sammy Cahn, Saul Chaplin, Hy Zaret) – 5:27
3. My One and Only Love (Guy Wood, Robert Mellin) – 4:50

### Lato 2
1. Lush Life (Billy Strayhorn) – 5:20
2. You Are Too Beautiful (Richard Rodgers, Lorenz Hart) – 5:32
3. Autumn Serenade (Peter DeRose, Sammy Gallop) – 4:11

## Musicisti
- John Coltrane – sassofono tenore
- Jimmy Garrison – contrabbasso
- Johnny Hartman - voce
- Elvin Jones – batteria
- McCoy Tyner – pianoforte

## Curiosità
- Una settima traccia, Afro Blue, nelle note interne dell'LP viene menzionata come registrata durante le sessioni per l'album, ma è effettivamente inedita.[7]
- L'album del 2009 di Kurt Elling intitolato Dedicated to You: Kurt Elling Sings the Music of Coltrane and Hartman è un omaggio al disco John Coltrane and Johnny Hartman.